# Title (album)
Title è il primo album in studio della cantautrice statunitense Meghan Trainor, pubblicato il 13 gennaio 2015 dalla Epic Records.
L'album stato preceduto dall'omonimo EP pubblicato il 9 settembre 2014 e dai singoli di successo globale All About That Bass e Lips Are Movin. Il disco si compone di una versione standard di undici canzoni inedite, mentre è disponibile anche una versione deluxe a cui si aggiungono altri quattro brani. Nell'album confluiscono le collaborazioni, oltre a quella della stessa Meghan Trainor, di Kevin Kadish, Jesse Frasure, Chris Gelbuda, John Legend e Shy Carter. Musicalmente l'album è stato fortemente ispirato dalle sonorità e dagli stili musicali dominanti negli anni Cinquanta e Sessanta incorporando diverse combinazioni di generi, quali la musica caraibica, hip hop, doo-wop, pop e tanti altri.

## Produzione
Nel mese di luglio 2014, Trainor ha dichiarato di voler iniziare a mettersi al lavoro sul suo album di debutto entro settembre: a metà agosto le registrazioni sono state inizialmente completate, ma la cantante aveva successivamente voluto la pubblicazione di tracce in più per promuovere ulteriormente l'uscita del disco. Ci sono state però delle successive difficoltà che hanno di poco ritardato la promozione dell'album, come un lieve problema alle corde vocali che si è sviluppato in ottobre alla cantante. Meghan ha auto-criticato il suo album come una sorta di biografia che riflette sui cambiamenti della sua vita e del suo processo artistico: come cantautrice lei vorrebbe interpretare alla meglio lo stile utilizzato da artiste quali Beyoncé, alla quale Trainor aveva offerto addirittura la possibilità di consegnarle un suo singolo, All About That Bass, che però l'etichetta discografica della cantante rifiutò.

## Singoli
All About That Bass è stato pubblicato come primo singolo estratto dall'album il 30 giugno 2014. La canzone, con il suo grande successo discografico, si è guadagnata due nomination alla 57ª premiazione dei Grammy Awards come "Registrazione dell'anno" e "Canzone dell'anno". La sua uscita è stata accompagnata da un videoclip che divenne subito una hit virale tanto da essere certificata da VEVO dopo solo due giorni dalla sua pubblicazione: la canzone, però, venne sottoposta a molte critiche negative riguardanti accuse di anti-femminismo e appropriazione di culturale. Nonostante questo la canzone ebbe un ottimo successo discografico e restò in cima alla Billboard Hot 100 per otto settimane consecutive, battendo il record precedente appartenuto a Michael Jackson prima con Billie Jean (1982) e poi battuto dallo stesso con Black or White (1991). Il singolo fu certificato in seguito sei volte disco di platino negli Stati Uniti dalla RIAA, e lo stesso successo riscosse in altri 58 Paesi, in cui entrò senza problemi nelle dieci migliori canzoni in vetta alle classifiche nazionali. Vendendo un totale di 11 milioni di copie, il brano è entrato a far parte della classifica dei singoli più venduti di sempre.
Lips Are Movin è stato pubblicato come secondo singolo estratto il 21 ottobre 2014, nonostante i piani iniziali di pubblicare prima Dear Future Husband.  Ricevute diverse critiche positive dalla maggior parte delle etichette musicali e spesso paragonata più volte alla canzone precedente, il suo videoclip che l'ha accompagnata durante la pubblicazione è stato definito come una pietra miliare della musica come "il primo video musicale ad essere mai stato creato dai social media": ebbe un impatto leggermente inferiore rispetto alla acclamata All About That Bass, ma venne comunque certificata quadruplo disco di platino negli Stati Uniti a seguito delle 4 milioni di unità distribuite nel Paese. Ha raggiunto la Top 10 in altri otto paesi, tra cui Australia, Canada, Irlanda, Italia, Paesi Bassi e Nuova Zelanda.
Anche se non rilasciati come singoli, altre due canzoni dell'album sono riuscite a spaziare nella Billboard Hot 100 grazie alle forti vendite digitali ottenute: Dear Future Husband (successivamente estratta come terzo singolo ufficiale dall'album il 17 marzo 2015) ebbe un successo inferiore rispetto ai suoi predecessori, tuttavia venne comunque premiato negli Stati Uniti con il doppio disco di platino per aver fatto vendere di più di 2.000.000 copie, e nello stesso tempo l'omonima canzone Title venne certificata disco d'oro in Nuova Zelanda.
La "Title era" si è conclusa il 23 giugno 2015 con la pubblicazione del quarto singolo, Like I'm Gonna Lose You, brano cantato da Meghan in collaborazione con John Legend. Esso ricevette un buon impatto negli Stati Uniti, ma soprattutto in Oceania: infatti, sia in Australia che in Nuova Zelanda, il singolo raggiunse il vertice delle classifiche, rimanendovi per diverse settimane.

## Tracce
Edizione standard
Testi e musiche di Meghan Trainor e Kevin Kadish, eccetto dove indicato.
1. The Best Part (Interlude) – 0:24 (Meghan Trainor)
2. All About That Bass – 3:11
3. Dear Future Husband – 3:04
4. Close Your Eyes – 3:41
5. 3am – 3:06 (Meghan Trainor, Chris Gelbuda, Todd Carey, Ben Fagan, Karen Thornton)
6. Like I'm Gonna Lose You (feat. John Legend) – 3:45 (Meghan Trainor, Justin Weaver, Caitlyn Smith)
7. Bang Dem Sticks – 3:00 (Meghan Trainor, James G. Morales, Matthew Morales, Julio David Rodriguez)
8. Walkashame – 2:59
9. Title – 2:55
10. What If I – 3:20
11. Lips Are Movin – 3:02

Edizione deluxe
1. No Good for You – 3:36 (Meghan Trainor, Brett James)
2. Mr. Almost – 3:16 (Meghan Trainor, Jesse Frasure, Shy Carter)
3. My Selfish Heart – 3:47 (Meghan Trainor)
4. Credit – 2:51

## Successo commerciale

### Nord America
Negli Stati Uniti l'album ha debuttato il 31 gennaio 2015 in vetta alla Billboard 200, con una vendita di 238.000 copie. Grazie a tale debutto, il disco in una sola settimana è riuscito a sbaragliare in vendite e in classifica anche le raccolte musicali di Justin Bieber ed ha inoltre battuto i record di vendite di tutti gli album che dominavano la scena e che vedevano 1989 di Taylor Swift come leader delle classifiche nazionali. Mantenne la posizione numero uno in Canada per cinque settimane, facendo vendere solo nella prima 12.000 copie.

### Europa
L'album ha incontrato un immediato successo anche nel mercato europeo, conquistando un posto nella top ten in Danimarca, Norvegia, Spagna, Svizzera, Italia e Scozia: la pubblicazione dell'album Title ha reso Meghan la decima artista femminile nella storia della musica ad essere riuscita a far arrivare primi in cima alle classifiche americane sia i singoli di lancio che quelli promozionali, oltre che la quinta donna al mondo ad aver fatto proiettare sia l'album di debutto che il singolo di debutto direttamente ai vertici della Hot 100.

### Oceania
L'album debuttò alla posizione numero uno nella classifica australiana nella settimana del 25 gennaio, e diventò il primo album di debutto di un'artista femminile appartenente alla Epic Records ad entrare direttamente nella parte superiore della chart del Paese, mentre il record per la categoria maschile è ancora rimasto imbattuto da Michael Jackson con la sua raccolta The Essential Michael Jackson (2005); ciò nonostante, l'album scese alla quinta posizione solo nel corso della seconda settimana dal suo debutto in Australia. Sempre alla numero uno si presentò in Nuova Zelanda il 19 gennaio, e da allora la mantenne per due settimane consecutive.

## Classifiche

### Classifiche settimanali
| Classifica (2015) | Posizione massima |
| ----------------- | ----------------- |
| Australia         | 1                 |
| Austria           | 13                |
| Belgio (Fiandre)  | 55                |
| Belgio (Vallonia) | 57                |
| Canada            | 1                 |
| Danimarca         | 10                |
| Finlandia         | 13                |
| Francia           | 30                |
| Germania          | 14                |
| Giappone          | 58                |
| Grecia            | 14                |
| Irlanda           | 4                 |
| Italia            | 53                |
| Norvegia          | 8                 |
| Nuova Zelanda     | 1                 |
| Paesi Bassi       | 16                |
| Portogallo        | 27                |
| Regno Unito       | 1                 |
| Spagna            | 4                 |
| Stati Uniti       | 1                 |
| Svezia            | 5                 |
| Svizzera          | 2                 |
| Ungheria          | 40                |

### Classifiche di fine anno
| Classifica (2015) | Posizione |
| ----------------- | --------- |
| Australia         | 5         |
| Canada            | 28        |
| Danimarca         | 33        |
| Germania          | 96        |
| Regno Unito       | 17        |
| Stati Uniti       | 5         |
| Svezia            | 19        |
| Svizzera          | 78        |
| Classifica (2016) | Posizione |
| Australia         | 40        |
| Canada            | 39        |
| Danimarca         | 68        |
| Stati Uniti       | 40        |

### Classifiche di fine decennio
| Classifica (2010-19) | Posizione |
| -------------------- | --------- |
| Stati Uniti          | 67        |